# Jason Jenkins
Pour les articles homonymes, voir Jenkins.

a Compétitions nationales et continentales officielles uniquement.

b Matchs officiels uniquement.
Dernière mise à jour le 18 juin 2024.
Jason Jenkins, né le 2 décembre 1995 à Pretoria (Afrique du Sud), est un joueur de rugby à XV international sud-africain évoluant au poste de deuxième ligne. Il évolue avec la province irlandaise du Leinster en United Rugby Championship depuis 2022.

## Carrière

### En club
Jason Jenkins pratique lors de son enfance le cricket et le hockey sur gazon. Particulièrement doué dans le premier sport, il se fait remarquer avec l'équipe de son lycée par son talent comme all-rounder. Il envisage à ce moment-là une future carrière professionnelle dans ce sport,.
Il commence à jouer au rugby à XV à l'âge de seize ans avec l'équipe de son lycée,. Il se montre également talentueux dans ce nouveau sport, et progresse rapidement grâce à ses capacités physiques.
Après avoir terminé le lycée, il décide de faire carrière dans le rugby, et rejoint l'Academy (centre de formation) des Blue Bulls de Pretoria. Avec cette équipe, il évolue dans le championnat provincial des moins de 19 ans en 2014, puis celle des moins de 21 ans l'année suivante. Il joue également en Varsity Cup (en) (championnat universitaire sud-africain) en 2015 avec les UP Tuks (club de l'université de Pretoria),.
Jenkins fait ses débuts au niveau professionnel avec les Blue Bulls lors de la saison 2015 de Currie Cup,.
L'année suivante, il est retenu dans l'effectif de la franchise des Bulls pour disputer la saison 2016 de Super Rugby. Il joue son premier match de Super Rugby le 27 février 2016 contre les Stormers. Il joue un treize rencontres lors de cette première saison, dont dix comme titulaire. Lors des saisons suivantes, il devient un cadre de son équipe, malgré un certain nombre de blessures et la concurrence de joueurs comme RG Snyman ou Lood de Jager,.
En 2017, tout en continuant de jouer aux Bulls en Super Rugby jusqu'en 2019, il s'engage avec le club japonais des Toyota Verblitz en Top League, où il est entraîné par son compatriote Jake White. Il joue quatre saisons avec cette équipe.
En 2020, il fait son retour chez les Bulls sur la base d'un contrat de courte durée pour disputer le Super Rugby Unlocked (en).
Après son bref passage en Afrique du Sud, il rejoint la province irlandaise du Munster en United Rugby Championship. Lors de sa saison avec l'équipe basée à Limerick, il ne joue que dix matchs à cause de nombreuses blessures,.
En 2022, il quitte le Munster pour rejoindre l'équipe rivale du Leinster évoluant au sein du même championnat. Il joue deux saisons avec cette province, période durant laquelle il est finaliste de Champions Cup à deux reprises.
En mars 2024, il est annoncé qu'il s'est engagé avec les Sharks à partir de la saison 2024-2025 d'URC.

### En équipe nationale
Jason Jenkins joue avec l'équipe d'Afrique du Sud des moins de 20 ans dans le cadre du championnat du monde junior 2015,.
Il est retenu au sein de l'équipe d'Afrique du Sud A en juin 2016, à l'occasion d'une série de deux rencontres contre les England Saxons. Absent lors du premier match, il est ensuite titularisé pour le second. Il joue à nouveau avec l'équipe A en juin 2017, à l'occasion d'une série de deux rencontres contre les Barbarians français,.
Il est sélectionné pour la première fois avec les Springboks en mai 2018 par le sélectionneur Rassie Erasmus. Il obtient sa première cape internationale le 2 juin 2018 à l’occasion d’un test-match contre l'équipe du pays de Galles à Washington DC.
Après quatre ans d'absence en sélection, il rappelé au mois de novembre 2022, afin de participer à la tournée d'automne en Europe. Il ne joue finalement qu'une rencontre avec l'équipe A face à la province du Munster le 8 novembre 2022.

## Palmarès

### En club
- Finaliste de la Currie Cup en 2016 avec les Blue Bulls.
- Finaliste de la Champions Cup en 2023 et 2024 avec le Leinster.

## Statistiques
Au 18 juin 2024, Jason Jenkins compte 1 cape en équipe d'Afrique du Sud, dont une en tant que titulaire, depuis le 2 juin 2018 contre l'équipe du pays de Galles à Washington DC. 